# Parasemia elegans
Parasemia elegans là một loài bướm đêm thuộc phân họ Arctiinae, họ Erebidae.